# Tauroscypson
Tauroscypson är ett släkte av tvåvingar. Tauroscypson ingår i familjen Ctenostylidae.
Kladogram enligt Catalogue of Life:
| Tauroscypson | \| \| Tauroscypson andina \| \| \| \| \| \| Tauroscypson guiana \| \| \| \| |
|              | \| \| Tauroscypson andina \| \| \| \| \| \| Tauroscypson guiana \| \| \| \| |
|              | Ctenostylum                                                                 |
|              |                                                                             |
|              | Lochmostylia                                                                |
|              |                                                                             |
|              | Nepaliseta                                                                  |
|              |                                                                             |
|              | Ramuliseta                                                                  |
|              |                                                                             |
|              | Tauroscypson andina                                                         |
|              |                                                                             |
|              | Tauroscypson guiana                                                         |
|              |                                                                             |

|  | Tauroscypson andina |
|  |                     |
|  | Tauroscypson guiana |
|  |                     |